# برایکوویچی (کوسیریچ)
برایکوویچی (به صربی: Brajkovići) یک منطقهٔ مسکونی در صربستان است که در کوسیریچ واقع شده‌است. برایکوویچی ۷۲۴ نفر جمعیت دارد.